# 1975年バスケットボール男子欧州選手権
1975年バスケットボール男子欧州選手権（1975 European Basketball Championship）は、ユーゴスラビア（現セルビア）・ベオグラードで開催されたバスケットボール欧州選手権男子大会。通称「ユーロバスケット1975」。

## 最終結果
| 順位 | 国               |
| ---- | ---------------- |
| 1    | ユーゴスラビア   |
| 2    | ソビエト連邦     |
| 3    | イタリア         |
| 4    | スペイン         |
| 5    | ブルガリア       |
| 6    | チェコスロバキア |
| 7    | イスラエル       |
| 8    | ポーランド       |
| 9    | トルコ           |
| 10   | オランダ         |
| 11   | ルーマニア       |
| 12   | ギリシャ         |